# لعبة إطلاق
لعبة إطلاق (بالإنجليزية: launch game أو launch title)‏ هي لعبة فيديو يتم إصدارها للمستهلكين في نفس وقت إطلاق الجهاز الخاص بها بشكل تزامني حيث تكون ألعاب الإطلاق هي الألعاب الوحيدة المتوافرة في وقت إصدار الجهاز. العديد من هذه الألعاب تغلف مع الجهاز .

## ألعاب إطلاق
- وي يو (2012) — نينتندو لاند، نيو سوبر ماريو برذرز يو وزومبي يو
- إكس بوكس ون (2013) — فورزا موتورسبورت 5، ديد ريسنج 3 ورايس: سن أوف روم [2]
- بلاي ستيشن 4 (2013) — كلزون:شادو فال، ريو غا غوتوكو إيشن!